# Коварская, Бригитта Пинкусовна
Бриги́тта Пи́нкусовна (Петро́вна) Кова́рская (урождённая Оренштейн; 7 марта 1930, Кишинёв — 7 января 1998, там же) — советский физик и учёный в области информатики, кандидат физико-математических наук, краевед, библиограф, автор книг по вышиванию и вязанию.

## Биография
Родилась в Кишинёве в семье бухгалтера Пинкуса Абрамовича Оренштейна и его жены Блюмы Перецовны (Берты Петровны) Манцович. Росла в одном дворе с С. Д. Червинским (их дедушки были совладельцами аптек). Бабушка и дедушка со стороны мамы погибли в Кишинёвском гетто; Б. П. Коварской с её родителями удалось пережить войну в эвакуации в Семипалатинске и в августе 1944 года они вернулись в Кишинёв.
Закончила кишинёвскую среднюю школу № 6 с золотой медалью. В 1952 году окончила физико-математический факультет Кишинёвского университета.
В 1952—1964 годах преподавала математику и физику в средней школе и в Кишинёвском торгово-технологическом техникуме. После окончания аспирантуры в отделе квантовой химии в Институте химии АН Молдавской ССР защитила диссертацию кандидата физико-математических наук по теме «Электронное строение и свойства плоскоквадратных комплексов» под руководством И. Б. Берсукера (1969). В 1964—1968 годах преподавала на кафедре физики в Кишинёвском сельскохозяйственном институте, в 1968—1979 годах — в Кишинёвском политехническом институте. В 1979—1985 годах — научный сотрудник отдела научной информации Института математики АН Молдавии, в 1985—1998 годах — старший научный сотрудник Института истории АН Молдавии.
Автор учебника для ВУЗов «Физика в задачах» (1993), библиографического указателя «Периодические и продолжающиеся издания СССР по математике и смежным отраслям» (1987), биобиблиографического справочника «Academicieni din Basarabia şi Transnistria: A doua jumătate a sec. al 19-lea — prima jumătate a sec. al 20-lea» (Академики из Бессарабии и Приднестровья: вторая половина XIX — первая половина XX в., на румынском языке, 1996), иллюстрированных книг «Узоры вязания крючком» (1986 и 1988), «Уроки вышивания» (1988 и 1989) и «Вяжем для детей» (1989), работ по информатике («О зависимости избыточности оптимального двоичного кодирования от числа сообщений», «О комбинаторных свойствах двоичных кодов с наименьшей избыточностью») и теоретической физике, множества публицистических статей по истории науки в Бессарабии и Молдавии. Составила биографические сборники о бессарабских учёных XIX — начала XX веков по физико-математическому профилю, биолого-химическому профилю, юридическому и экономическому профилю.
В 1990-е годы опубликовала очерки по истории бессарабского еврейства («Становление еврейского здравоохранения в Кишинёве в XIX веке», в сб. «История, язык и культура еврейского народа», 1995; «Кишинёвское еврейское общественное училище (06.01.1839 —16.02.1850)», в сб. «Евреи в духовной жизни Молдовы», 1997).

## Семья
- Муж (с 1952 года) — Виктор Анатольевич Коварский, физик, академик АН Молдавии.
  - Сын — Евгений Викторович Коварский (род. 1953, Кишинёв), российско-чилийский физик, доктор физико-математических наук (2000)[11].
  - Дочь — Лариса Викторовна Коварская (1958—1990), врач.
- Двоюродный брат — молдавский учёный-медик в области ортопедии и травматологии Эммануил Гершевич (Георгиевич) Орнштейн (род. 1926), автор монографий «Переломы лучевой кости в классическом месте» (1966), «Переломы и вывихи костей предплечья» (1979), «Семиотика и диагностика в травматологии и ортопедии» (1992), «Сложные костосуставные повреждения предплечья у детей» (1993).

## Книги
- Коварская Б. П. Узоры вязания крючком. Кишинёв: Тимпул, 1986; 2-е издание — 1988. — 176 с.
- Коварская Б. П. Периодические и продолжающиеся издания СССР по математике и смежным отраслям: Научно-вспомогательный библиографический указатель (1970—1983). Институт математики и информатики АН МССР. Кишинёв: Штиинца, 1987.
- Коварская Б. П., Евдокимова Е. Ф. Уроки вышивания. Кишинёв: Тимпул, 1988; 2-е издание — 1989. — 228 с. — 50000 экз.[12]
- Коварская Б. П. Вяжем для детей. Минск: Полымя, 1989. — 208 с. — 100000 экз.
- Коварская Б. П. Физика в задачах: учебное пособие для вузов. Кишинёв, 1993. — 274 с.[13] [14]
- Brighita Covarschi. Academicieni din Basarabia şi Transnistria: A doua jumătate a sec. al 19-lea — prima jumătate a sec. al 20-lea (Академики из Бессарабии и Приднестровья: вторая половина XIX — первая половина XX в., на румынском языке). Под редакцией И. И. Жаркуцкого. Кишинёв: Центр Института Истории АН Молдовы — Centru de Editare şi tipar al Institutului de Istorie, 1996. — 127 с.
- Коварская Б. П. Замечательные люди Бессарабии. Ред. Е. В. Коварский. Саратов: КУБиК, 2023. — 564 с.[15]